# 小露脊鯨
小露脊鯨（學名：Caperea marginata）是小露脊鲸属唯一的成員，也是鬚鯨中體型最小的一種。现属于新须鲸科，也是該科唯一現存的物種，2012年前则与中新小露脊鲸属（Miocaperea）一同属于小露脊鲸科（Neobalaenidae）。小露脊鯨身長約4-6.5公尺，重3,000-3,500公斤，由約翰·愛德華·格雷（John Edward Gray）於1864年第一次描述。雖然被稱為小露脊鯨，但是其實牠們比較接近灰鯨與鬚鯨科，反而與弓頭鯨或真露脊鯨屬關係較遠。 
小露脊鯨生活在南半球的中、高緯度海域，以磷蝦、橈足類（Copepod）為主食。目前對小露脊鯨的生活形態所知不多，與其他大部分的鬚鯨不同的是：小露脊鯨不曾是捕鯨业的目標之一。

## 描述
因為小露脊鯨是很少被人觀察到的，所以目前對牠們的了解並不多。不過小露脊鯨顯然是體型最小的鬚鯨。目前還不清楚他們出生時的體型或重量。估計成鯨的身長約4-6.5公尺，體重則介於3,000公斤與3,500公斤之間。小露脊鯨的懷孕期、哺乳期與壽命都不清楚。缺乏資料的部分原因可能是因為小露脊鯨並不活躍，造成研究的困難。對於小露脊鯨有一個尚未證實的謠傳：雖然牠們的游泳速度通常是緩慢的，但是仍然有能力突然爆炸性的加速。
小露脊鯨的身體上側是暗灰色，而下側則是亮灰色的。通常在眼睛的後側有一對鋸齒狀的斑點，類似小鬚鯨，如果在沒有觀察到鰭與嘴部的情況下，很容易將牠們混淆在一起。小露脊鯨嘴部拱狀的弧線，比起其他的露脊鯨來得不明顯，所以可能無法只從嘴部分辨這兩種鯨魚。觀察小露脊鯨長且窄的乳白色鯨鬚與獨特的白牙齦線是更有效的分辨方法。與露脊鯨不同的是：小露脊鯨身上並沒有硬繭。小露脊鯨的背鰭呈現勾狀，位於背部約四分之三的位置。與小鬚鯨相異的是：小露脊鯨的背部偶爾是沒辦法被觀察到的，而牠們的尾鰭也無法在水中清楚的觀察。
在分析死去小露脊鯨的胃部之後，顯示牠們是以磷蝦、橈足類為主食。目前還不清楚小露脊鯨是在接近岸邊還是在海中的地方覓食，社會結構與交配模式一樣是未知的。小露脊鯨被觀察到時通常是單獨一條或是成對的，但是偶爾也可以看到超過10條的小露脊鯨聚集在一起，甚至曾經有過80條小露脊鯨聚集在海中的紀錄。

## 數量與分布
目前對於小露脊鯨數量所知可能是所有的鯨魚中最少的一種，在1998年只有不到20次在大洋中觀測到小露脊鯨的紀錄（牠們可能喜歡生活在隱蔽的淺海灣中），所以對小露脊鯨數量仍然是未知的。小露脊鯨生活在南半球的中高緯度海域，範圍大約在南緯30度到50度之間，海水表面溫度介於攝氏5度與20度之間。曾經有一條小露脊鯨在阿根廷南端的火地群島被發現，也曾經在納米比亞、南非、澳洲與紐西蘭發現牠們的蹤跡。

## 捕鯨與賞鯨
由於小露脊鯨的體型較小而且分布稀疏，因此他們不是捕鯨人的目標。不過少數的小露脊鯨很有可能在捕鯨人獵捕小鬚鯨時也遭到獵捕，目前也知道有一些小露脊鯨被魚網意外纏身。然而一般認為這並不會對小露脊鯨的數量造成重大的影響。
目前大部分對於小露脊鯨的了解是來自擱淺的個體得知的，而且因為牠們很少被觀察到，所以小露脊鯨並非賞鯨的主要目標。

## 外部連結
- （英文）鯨豚保育組織(WDCS) （页面存档备份，存于）